# Live (Guano Apes)
Live è un album live dei Guano Apes. È stato pubblicato nel 2003.

## Tracce

### CD
1. Quietly (3:40)
2. No Speech (3:46)
3. Money & Milk (2:38)
4. Pretty In Scarlet (3:56)
5. We Use The Pain (2:41)
6. Living In A Lie (4:17)
7. Open Your Eyes (2:54)
8. Dick (2:44)
9. Sing That Song (3:18)
10. Mine All Mine (5:18)
11. Sugar Skin (3:59)
12. Move A Little Closer (3:19)
13. You Can't Stop Me (3:35)
14. Scratch The Pitch (3:30)
15. Big In Japan (3:27)
16. Dödel Up (7:40)
17. Wash It Down (3:44)
18. Diokhan (4:35)
19. Gogan (2:41)
20. Lords Of The Boards (5:27)

### DVD
1. Quietly (3:33)
2. No Speech (3:43)
3. Money & Milk (2:36)
4. Pretty In Scarlet (3:49)
5. We Use The Pain (2:37)
6. Living In A Lie (4:19)
7. Open Your Eyes (2:50)
8. Dick (3:33)
9. Sing That Song (3:08)
10. Mine All Mine (5:13)
11. Sugar Skin (3:58)
12. Move A Little Closer (3:18)
13. You Can't Stop Me (3:33)
14. Scratch The Pitch (3:27)
15. Big In Japan (2:58)
16. Trompeter (2:36)
17. Dödel Up (7:34)
18. Diokhan (4:32)
19. Kumba Yo! (3:36)
20. Lords Of The Boards (5:55)